# Hilfswerk der Vereinten Nationen für Palästina-Flüchtlinge im Nahen Osten
Das Hilfswerk der Vereinten Nationen für Palästina-Flüchtlinge im Nahen Osten (UNRWA, englisch United Nations Relief and Works Agency for Palestine Refugees in the Near East) ist ein temporäres Hilfsprogramm der Vereinten Nationen (UN/UNO), das seit seiner Gründung 1949 regelmäßig um drei Jahre verlängert wurde (zuletzt im Dezember 2022). Die Hauptsitze des Hilfswerkes sind in Gaza und Amman. Seit dem 18. März 2020 wird die UNRWA durch den Schweizer Philippe Lazzarini als Generalkommissar geleitet. Die Behörde hat etwa 30.000 Mitarbeiter, 13.000 davon im Gazastreifen.
Nachdem es immer wieder Vorwürfe gegen die UNO-Organisation aufgrund zu großer Nähe zur Hamas gab und Israel im Januar 2024 behauptete, zwölf UNRWA-Mitarbeiter seien in den Terrorangriff auf Israel verwickelt gewesen, stellten zahlreiche Geldgeber, darunter die USA, Großbritannien, Japan, Deutschland, Österreich und die Schweiz, ihre Zusammenarbeit mit UNRWA in Gaza vorübergehend ein. Die UNO entließ in der Folge neun Mitglieder der Behörde wegen einer möglichen Verwicklung in den Terrorangriff. Eine von Catherine Colonna geleitete Untersuchung kam im April 2024 zu dem Schluss, UNRWA habe eine Reihe „robuster“ Mechanismen etabliert, um die Wahrung des Neutralitätsgrundsatzes zu gewährleisten. Es gebe allerdings noch Verbesserungsbedarf; in dem Bericht hieß es außerdem, Israel habe seine Vorwürfe nicht ausreichend belegt. Mit Ausnahme der USA nahmen alle Länder die Zusammenarbeit mit UNRWA in Gaza wieder auf.

## Geschichte und Mandat
Zur Betreuung palästinensischer Flüchtlinge infolge des ersten Palästinakrieges wurde am 19. September 1948 der Sonderfonds United Nations Relief for Palestine Refugees (UNRPR, Hilfe der Vereinten Nationen für Palästina-Flüchtlinge) eingerichtet. Das Ziel des Fonds bestand darin, Hilfsmaßnahmen zu koordinieren. Da dies jedoch nicht ausreichte, wurde UNRWA am 8. Dezember 1949 von der UNO-Generalversammlung ins Leben gerufen und nahm am 1. Mai 1950 seine Arbeit auf. UNRWA hat den Auftrag, den ursprünglich rund 0,5 Millionen und inzwischen (Stand 2019) 5,5 Millionen registrierten Palästina-Flüchtlingen Unterstützung und Schutz zu gewähren. Die Tätigkeitsfelder der UNRWA umfassen Bildung, medizinische Versorgung, Hilfs- und Sozialdienste, Lagerinfrastruktur und -verbesserung, Kleinkredite, Schutz und humanitäre Hilfe. Das Mandat der UNRWA wird von der UN-Generalversammlung regelmäßig um drei Jahre verlängert.

## Definition von Palästina-Flüchtling nach der UNRWA
Laut UNRWAs Definition gelten solche Personen als Palästina-Flüchtlinge, „deren ständiger Wohnsitz zwischen 1. Juni 1946 und 15. Mai 1948 in Palästina lag und die ihren Wohnsitz und ihre Lebensgrundlage durch den Arabisch-Israelischen Krieg von 1948 verloren haben“. Die UNRWA registriert auch die Nachkommen von Palästina-Flüchtlingen und adoptierte Personen. Andere Gruppen mit speziellem Status haben ebenfalls das Recht, sich registrieren zu lassen und Hilfsleistungen in Anspruch zu nehmen, solange sie sich in UNRWAs Einsatzgebieten aufhalten und die Bedürftigkeitskriterien der Organisation erfüllen. Israel zählte auch als Einsatzgebiet mit seinen etwa 100000 Palästina-Flüchtlingen (1948), davon 60000 bis 70000 Juden, wovon etwa 53000 als Binnenflüchtlinge bald an ihre Heimatorte zurückkonnten und wirtschaftlich wieder auf eigene Füße kamen, und 31000 Araber, so dass 48000 im Jahre 1949 gezählt wurden. Deren Integration verlief so erfolgreich, dass die UNWRA in Israel immer weniger Palästina-Flüchtlingen helfen musste, worauf die Regierung in Jerusalem ab 1952 die Betreuung der Flüchtlinge in Israel selbst übernahm.
Im Oktober 2023 betreute die UNRWA im Nahen Osten insgesamt rund sechs Millionen palästinensische Flüchtlinge und deren Nachkommen.

## Organisation und Finanzierung
Die UNRWA unterhält Einrichtungen in Jordanien, Syrien, Libanon, dem Gazastreifen und dem Westjordanland. Das reguläre Budget belief sich im Jahr 2013 auf insgesamt etwa 587 Millionen US-Dollar. Dazu kamen weitere 632 Millionen US-Dollar für Projekte. Das Gros der Finanzierung wird durch freiwillige Zahlungen der Mitgliedstaaten der Vereinten Nationen sichergestellt.
Das Hilfswerk wurde als eine Organisation auf Zeit gegründet, die den Flüchtlingen/Vertriebenen bis zur Regelung der Palästinafrage beistehen sollte. Ihre Tätigkeit bestand zunächst in der Bereitstellung von Nothilfe, also Lebensmitteln, Unterkünften, Kleidung und der wichtigsten medizinischen Versorgung. Heute gehen mehr als die Hälfte des UNRWA-Jahreshaushaltes in die Bildung, 20 % ins Gesundheitswesen und 10 % in die Sozialhilfe; mit dem Rest werden die administrativen Kosten bestritten.
Der Hauptsitz des Hilfswerkes war zunächst Beirut, wurde 1978 aufgrund der Unruhen im Libanon nach Wien und 1996 weiter nach Gaza verlegt. Ein weiterer Hauptsitz existiert in Amman. An den Amtssitzen sind etwa 500 Personen beschäftigt. Der Großteil der 28.800 Bediensteten sind Palästinenser, nur 153 Dienstposten sind international besetzt.
Die Organisation sah sich durch die stetig steigende Zahl der Leistungsempfänger und mangelnde Finanzierung bereits mehrfach am Rande des Kollaps: So im November 2020, im November 2021 und in Folge des Terrorangriffs der Hamas auf Israel und der darauffolgenden Bombardierung des Gazastreifens durch die Israelische Luftwaffe im Oktober/November 2023.
2013 waren die USA mit 294 Millionen US-Dollar der größte nationale Geldgeber, gefolgt von Saudi-Arabien, das sich mit 151 Millionen US-Dollar beteiligte. Die Europäische Union beteiligte sich 2013 mit Zuwendungen in einer Gesamthöhe von 216 Millionen US-Dollar (Stand 31. Dezember 2013).
Nach Protesten u. a. der UNRWA gegen Donald Trumps Anerkennung von Jerusalem als Israels Hauptstadt kürzten die USA ihre Mittel für die UNRWA und sprachen von Plänen, Millionen Palästinensern den Flüchtlingsstatus abzuerkennen. Im August 2018 verkündeten sie das Ende ihrer Finanzierung für die UNRWA unter Hinweis auf interne Probleme der Organisation und die mangelnde Bereitschaft anderer Staaten, zur Finanzierung beizutragen. Der deutsche Bundesaußenminister Heiko Maas sprach sich daraufhin für ein höheres Engagement seitens Deutschland und der Europäischen Union aus, da ein Ausfall der Organisation eine „nicht kontrollierbare Kettenreaktion“ auslösen könne. Wenige Wochen später bot Trump laut Medienberichten den Palästinensern 5 Milliarden US-Dollar Hilfe an, damit sie an den Verhandlungstisch mit Israel zurückkehren. Die Medien berichteten auch von Kritik, Trump setze durch diese Handlungen die humanitäre Hilfe als Waffe ein. Die neue US-Regierung um Präsident Joe Biden hat 2021 die gestoppten Zahlungen wieder aufgenommen.
Deutschland beteiligte sich 2020 mit 91 Millionen Euro, die vor allem zur Ernährungssicherheit eingesetzt werden sollten. 20 Millionen Euro davon waren für die Eindämmung von Covid-19 und die Linderung der humanitären Folgen der Pandemie vorgesehen.

## Liste der Generalkommissare
- Howard Kennedy  Kanada, Mai 1950 bis Juni 1951
- John Blandford  Vereinigte Staaten, Juli 1951 bis 20. März 1953
- Henry Richardson Labouisse  Vereinigte Staaten 1954 bis 1958
- John H. Davis  Vereinigte Staaten, Februar 1959 bis Dezember 1963
- Laurence Michelmore  Vereinigte Staaten, Januar 1964 bis April 1971
- John Shaw Rennie  Vereinigtes Königreich, April 1971 bis April 1977
- Thomas McElhiney  Vereinigte Staaten, April 1977 bis April 1979
- Olof Rydbeck  Schweden, Juni 1979 bis Oktober 1985
- Giorgio Giacomelli  Italien Oktober 1985 bis 28. Februar 1991
- Ilter Türkmen  Türkei, 1. März 1991 bis 29. Februar 1996
- Peter Hansen  Dänemark, 29. Februar 1996 bis 31. März 2005
- Karen Koning AbuZayd  Vereinigte Staaten, 28. Juni 2005 bis 20. Januar 2010
- Filippo Grandi  Italien, 2010 bis 29. März 2014
- Pierre Krähenbühl  Schweiz, 30. März 2014 bis November 2019
- Philippe Lazzarini  Schweiz, seit März 2020

## Tätigkeitsfelder

Gesamtzahl der palästinensischen Flüchtlinge und deren Nachkommen laut UNRWA (1950–2008).

Die Arbeit von UNRWA konzentriert sich auf die Bereiche:
- Ausbildung
- Medizinische Versorgung
- Fürsorge und Sozialdienste
- Lagerinfrastruktur und -verbesserung
- Kleinkredite
- Schutz
- Humanitäre Hilfe (darunter Lebensmittelversorgung)

### Ausbildung
UNRWA betreibt eines der größten Schulsysteme im Nahen Osten. Jeden Tag erhalten ca. 500.000 Kinder ihre Schulbildung in einer der knapp 700 UNRWA-Schulen in der Region, deren Lehrplan jenem der staatlichen Schulen angeglichen wurde. In einem UNRWA-Schulgebäude sind oft zwei Schulen untergebracht, der Unterricht findet dann in zwei Schichten statt. Durch acht UNRWA-Zentren in der Region fördert UNRWA auch technische und handwerkliche Ausbildung (TVET – Technical Vocational Education and Training) für ungefähr 7200 Palästina-Flüchtlinge.
Mit der Zeit haben sich die UNRWA-Schulen einen Ruf für hohe schulische Leistungen und niedrige Abbrecherquoten bei gleichbleibender Geschlechterparität seit den 1960er-Jahren verdient. UNRWA-Schulen übertreffen öffentliche Schulen kontinuierlich um eine Spanne, die mehr als einem zusätzlichen Schuljahr entspricht, heißt es in einem Bericht der Weltbank aus dem Jahr 2014.
Nach der Hauptschule können palästinensische Kinder die Oberstufe einer öffentlichen Mittelschule besuchen und sich um ein UNRWA-Stipendium für eine Hochschule bewerben. Oder sie können versuchen, einen der etwa 5.600 Studienplätze in einer der acht Berufsschulen bzw. Lehrerbildungsanstalten des Hilfswerks zu bekommen. Viele Absolventen dieser Schulen fanden Posten in den Golfstaaten und in anderen arabischen Ländern.

### Medizinische Versorgung
UNRWA stellt nach eigenen Angaben die grundlegende medizinische Versorgung für 3,5 Millionen Patienten durch ein Netzwerk medizinischer Zentren und mobiler Ambulanzen sicher. Im Nahen Osten betreibt die UNRWA mehr als 140 Gesundheitszentren. Jedes Jahr bewältigen die medizinischen Mitarbeiter der UNRWA mehr als 9 Millionen Patientenbesuche. Zudem bezuschusst das Hilfswerk den Zugang einkommensschwächerer Palästina-Flüchtlinge zur medizinischen Sekundär- und Tertiärversorgung. Flüchtlingen/Vertriebenen, die der stationären Behandlung bedürfen, stehen Betten in 42 öffentlichen und privaten Krankenhäusern zur Verfügung, die von UNRWA subventioniert werden.

### Fürsorge- und Sozialdienste
Diese Unterstützung konzentriert sich auf die ärmsten Flüchtlinge. Dies schließt die Versorgung mit Grundnahrungsmitteln, finanzielle Unterstützung wie auch wenn nötig die Unterbringung mit ein.
Die UNRWA betreute 2013 ca. 292.000 Fürsorgeempfänger (special hardship cases) in der Flüchtlings-/Vertriebenengemeinde. Weiterhin werden etwa 22.000 Familien im Gaza-Streifen und dem Westjordanland mit Nahrungsmitteln versorgt. Allein im Gaza-Streifen waren das 2009 etwa 750.000 Menschen. Die Zahl erhöhte sich stetig weiter, im November 2012 wurden rund 800.000, im Sommer 2014 rund 830.000 Menschen im Gaza-Streifen von der UNRWA mit Lebensmitteln versorgt. 2016 erhielten allein im Gaza-Gebiet 970.000 Personen zeitweise verschiedene Formen von UNRWA-Unterstützung. Im Mai 2019 erhielten mehr als eine Million Personen UNRWA-Lebensmittelhilfen.

### Kleinkredite
Seit 1991 vergibt UNRWA Kredite an Einzelunternehmer und Kleinbetriebe. Über das Kleinkreditprogramm der UNRWA wurden Darlehen im Wert von über 420 Millionen Euro gewährt.

### Lagerinfrastruktur und -verbesserung
UNRWA sorgt für die Renovierung von Unterkünften und die Verbesserung der Infrastruktur und der Lebensbedingungen in den 58 Lagern der Gastländer für Palästina-Flüchtlinge.

### Humanitäre Hilfe
In Krisenzeiten leistet die UNRWA humanitäre Hilfe (Geld, Lebensmittel, Unterbringung), die an die Bedürfnisse der Flüchtlinge angepasst ist, vor allem in Syrien und in dem besetzten palästinensischen Gebiet. Wenn nötig setzt sie mobile Kliniken ein, eröffnet neue medizinische Versorgungsstellen und erhöht die Bezuschussung und Bereitstellung der Sekundär- und Tertiärversorgung.

## Kritik

### Flüchtlingsstatus
Eine Reihe von Quellen ist der Meinung, dass Handlungen der UNRWA keine Wirkung zeigen und lediglich die bestehende Situation weiterführen, anstatt Integration zu fördern und damit die Anzahl der Flüchtlinge zu reduzieren. Die Organisation habe, nach einer Studie des Washington Institute von 2009, ihr Tätigkeitsgebiet ständig selbst erweitert und übernehme mittlerweile klassische Regierungsaufgaben wie Gesundheitsversorgung, Bildung, Stadtplanung und Sozialhilfe.
Ein weiterer Kritikpunkt ist die ständige Ausweitung des Flüchtlingsbegriffs und damit der Anzahl der Fürsorgeberechtigten. Während man ursprünglich darüber stritt, ob Enkel von Flüchtlingen überhaupt als Flüchtlinge zählen; konnte im Jahr 2014 beim UNRWA der Flüchtlingsstatus von Palästinensern per Adoption an Personen weitergegeben werden, die bislang keinen Anspruch auf Unterstützungsleistungen der UNRWA hatten.

### Beziehung zur Hamas und anderen islamistischen Gruppen
2004 äußerte UNRWA-Generalsekretär Peter Hansen, dass gewiss auch Hamas-Mitglieder bei der UNRWA angestellt seien, dass ihm dies aber unproblematisch scheine, da es sich bei Hamas um eine politische Organisation handle, bei der „mitnichten jedes Mitglied militant“ sei. Von der Agentur Reuters zitierte UN-Offizielle sprachen davon, dass er nach einer „langen Kampagne“ vonseiten der USA und Israels gegen seine Person daraufhin gezwungen gewesen sei, seinen Posten zu verlassen. In den folgenden Jahren wurde der UNRWA wiederholt von Israel vorgeworfen, Hamas profitiere von ihrer Arbeit.
Im August 2023 protestierte die UNRWA gegen die Anwesenheit von bewaffneten Kämpfern islamistischer Gruppen in einigen ihrer Schulen und anderen Einrichtungen und drohte, ihre Arbeit im Libanon einzustellen.
Stand 2023 erreichen die für palästinensische Flüchtlinge vorgesehenen Hilfsgüter und finanziellen Mittel der UN, die über die UNRWA im Gazastreifen verteilt werden, auch die Terrororganisation Hamas. Nach Angaben des Washington Institute for Near East Policy ist die UNRWA relativ machtlos gegen Praktiken der Hamas, Einrichtungen der UNRWA für eigene Zwecke zu nutzen; Hamas überwache „jegliche Geschäftsbewegung und auch humanitäres Business im Gazastreifen.“ Die UNRWA verurteilte mehrfach die Nutzung von Räumen durch die Hamas. Nach eigenen Angaben entdeckte das israelische Militär unterhalb der UNRWA-Zentrale einen Tunnel mit einem Datenzentrum der Hamas. Die UNRWA gab an, nichts davon gewusst und das Gebäude ohnehin schon länger nicht mehr genutzt zu haben.

### Raketenaffäre 2014
Während des Gaza-Konflikts 2014 dienten 85 (wegen Schulferien seit Anfang Juni geschlossene) UNRWA-Schulen als „ausgewiesene Notunterkünfte“ („Designated Emergency Shelters“) und wurden daher regelmäßig von UNRWA-Angestellten inspiziert, um ihre Neutralität sicherzustellen. Am 16. Juli fanden UNRWA-Angestellte bei einer solchen Inspektion Mörser und Mörser-Munition in der Gaza Beach Elementary School. Am Tag darauf veröffentlichte die UNRWA eine Verurteilung der Lagerung von „Raketen“ in UNRWA-Einrichtungen und verordnete, dass von nun an UNRWA-Schulen täglich inspiziert werden müssten. Im Rahmen der UNRWA-Inspektionen wurden am 29. Juli in der Nuseirat Preparatory School ein weiterer Mörser nebst Munition gefunden, der bei der letzten Inspektion am 27. Juli noch nicht aufgefallen war. Zudem meldete eine Gruppe von Geflüchteten am 22. Juli im Schulhof der Jabalia Elementary and Ayyobiya Boys School ein „von einem Tuch bedecktes Objekt“, das nach dem Urteil der Geflüchteten und von UNRWA-Inspekteuren eine Waffe gewesen sein könnte. Die UN-Nachuntersuchung fasst zusammen: „Niemand näherte sich dem Objekt, um zu bestätigen, dass es sich tatsächlich um eine Waffe handelte. Auch keine Fotos wurden gemacht. Die Untersuchungskommission war daher nicht in der Lage, mit Gewissheit zu bestätigen, welche Art von Waffe in der Schule versteckt gewesen sein könnte. Sie hielt jedoch abschließend fest, dass eine bewaffnete palästinensische Gruppe mit hoher Wahrscheinlichkeit das Gelände als Waffenversteck genutzt haben könnte.“ Noch am Tag der Meldung veröffentlichte die UNRWA eine weitere Stellungnahme, die wieder die Präsenz von „Raketen“ in UNRWA-Einrichtungen verurteilte.
Nach dem ersten Waffenfund am 16. Juli beschossen die Israelischen Verteidigungskräfte (IDF) ab 17. Juli mehrere andere UNRWA-Schulen im Gaza-Streifen, in denen keine vergleichbaren Waffenfunde dokumentiert wurden; darunter fünf, die als Notunterkünfte ausgewiesen worden waren (21-22. Juli: Maghazi Preparatory Girls School; 23. Juli: Deir El Balah Preparatory Girls School; 24. Juli: Beit Hanoun Elementary School; 28./29. Juli: Zaitoun Preparatory Girls School; 30. Juli: Jabalia Elementary Girls School).
Während und im Nachgang der Raketenaffäre fand dieselbe lauten Widerhall in der Presse und bei Menschenrechtsorganisationen: Die Israel National News etwa bezichtigte die UNRWA, „Raketen“ „an Hamas zu übergeben“; Menschenrechtsorganisationen wie Amnesty International und Human Rights Watch kritisierten grundsätzlich das Lagern von Waffen in Schulen und das Bombardement ebensolcher. Vonseiten der UNRWA schließlich ging über die beiden oben genannten Pressemeldungen hinaus vor allem ein Videointerview zum Thema mit UNRWA-Sprecher Christopher Gunness viral, in dem dieser Israel unter Tränen vorwarf, Palästinensern und ihren Kindern grundlegende Rechte vorzuenthalten. Israels Botschafter Ron Prosor forderte daraufhin seinen Rücktritt.
Zur Kritik am Agieren der UNRWA zog die zur Untersuchung von Waffen-Lagerung und Schul-Bombardement eingesetzte UN-Kommission in der Zusammenfassung des Berichts des Untersuchungsausschusses am Sitz der Vereinten Nationen über bestimmte Vorfälle im Gazastreifen zwischen dem 8. Juli 2014 und dem 26. August 2014 durch den Generalsekretär das folgende Fazit:

„Kommission stellte fest, dass die Sicherheit von UNRWA-Anlagen, besonders in Zeiten des Konflikts, eine eminent wichtige Angelegenheit ist, die ernsthaft angemahnt werden muss. Indem sie [zur Sicherung der Anlagen] auf das Job Creation Programme zurückgriff, legte die UNRWA eine der gefährlichsten und fundamentalsten Funktionen in die Hände von gering entlohntem Personal ohne Security-Ausbildung und ohne Aussicht auf dauerhafte Anstellung. Die Kommission ist der Ansicht, dass ein solch hohes Maß an Verantwortung spezialisiertes und ordentlich ausgebildetes Personal erfordert. […] Die Kommission stellte [außerdem] fest, dass die UNRWA keine standardisierten Abläufe hat, die die Pflicht aller Angestellten regelten, welche und wie sicherheitsrelevante Vorkommnisse zu melden seien. […] Weiterhin stellte die Kommission fest, dass die UNRWA keine Regelung oder keine standardisierten Abläufe für Situationen hat, in denen sich unautorisiert Waffen auf UNRWA-Geländen befinden. Nachdem am 22. Juli die Waffen aus der UNRWA Jabalia Elementary „C“ und Ayyobiya Boys School verschwunden waren, hat die Zentrale der Vereinten Nationen entsprechende Prozeduren vorgeschlagen. Diese Vorschläge müssen noch durch den Erlass detaillierter standardisierter Abläufe „operationalisiert“ werden.“

### Schulbücher
Kritik gibt es regelmäßig auch am Unterricht an Schulen der UNRWA. So sei in Schulbüchern Israel nicht als Staat zu erkennen, jüdische Städte, die nach 1948 gegründet wurden, seien getilgt und auf Abbildungen von Briefmarken aus der britischen Mandatszeit sei die hebräische Sprache neben der englischen und arabischen Sprache einfach ausradiert worden.
Am 17. Oktober 2018 zeigte der Bürgermeister von Jerusalem, Nir Barkat, vor einem Knesset-Ausschuss ein Schulbuch, das in den Schulen der UNRWA in Gebrauch ist. Dort werde u. a. die Terroristin Dalal al-Mughrabi gelobt, die den Küstenstraßen-Anschlag angeführt hat, bei dem 38 israelische Zivilisten – darunter zehn Kinder – in einem Bus ermordet wurden.
Das EU-Parlament verabschiedete am 28. April 2021 eine Resolution, in der es die UNRWA wegen ihrer Schulbücher rügte. Diese würden Hass und Gewalt verbreiten. Die Resolution fordert die UNRWA auf, die entsprechenden Inhalte zu entfernen. Außerdem sollen europäische Hilfen zukünftig davon abhängig gemacht werden, ob die UNESCO-Standards für Frieden, Toleranz, Koexistenz und Gewaltlosigkeit eingehalten werden.

### Antisemitismus
2017 veröffentlichte die israelnahe NGO UN Watch einen Bericht über 40 Fälle, in denen Lehrer an UNRWA-Schulen in Gaza, Libanon, Jordan und Syrien auf ihren Facebook-Seiten „zu jihadistischem Terrorismus und Antisemitismus aufgerufen“, den Holocaust geleugnet oder Hitler gefeiert hätten.
Im Jahr 2018 wurde die UNRWA vom jüdischen Simon Wiesenthal Center auf Platz fünf der schlimmsten antisemitischen Vorfälle des Jahres gewählt, weil sie erstens Schülern für Proteste gegen die Anerkennung Jerusalems als Israels Hauptstadt durch die USA zwei Tage lang schulfrei gegeben hatten und weil zweitens auch „UNRWA-Angestellte und -Schüler während der Sommerferien an Waffentrainings mit scharfer Munition teilgenommen“ hatten.

### Unzureichende Versorgung 2016
2016 musste die UNRWA wegen eines Haushaltslochs Kürzungen bei der medizinischen Fürsorge ankündigen. Als kurze Zeit später dem 23-jährigen Omar Kudeir die medizinische Behandlung seiner angeborenen Bluterkrankung aus Kostengründen verwehrt wurde und dieser sich daraufhin zum Protest anzündete und starb, brachen unter palästinensischen Flüchtlingen heftige Proteste gegen diese Kürzungen aus.

### Fehlverhalten in der Leitungsebene 2019
Ein interner Bericht der UNRWA-Abteilung für Ethik vom Juli 2019 warf leitenden Angestellten aus einem inneren Zirkel um Generalkommissar Pierre Krähenbühl Machtmissbrauch, Vetternwirtschaft und die Unterdrückung von abweichenden Meinungen vor. Namentlich wurden in dem Bericht neben Krähenbühl auch dessen frühere Stellvertreterin Sandra Mitchell, der frühere Personalchef Hakam Shahwan und Krähenbühls Beraterin Maria Mohammedi genannt. Daraufhin setzten die Schweiz, Belgien, die Niederlande und Neuseeland ihre finanzielle Unterstützung aus.
Am 6. November 2019 trat der Generalkommissar Krähenbühl zurück.

### Vorwurf der Verwicklung in den Terrorangriff auf Israel 2023
Ende Januar 2024 übermittelte Israel der UNRWA Informationen über die mutmaßliche Beteiligung von zwölf Mitarbeitern – die UNRWA hat insgesamt 30.000 Mitarbeiter – am Terrorangriff der Hamas im Oktober 2023. Die UNRWA kündigte daraufhin an, eine Beteiligung ihrer Mitarbeiter am Hamas-Massaker in Israel zu prüfen. UN-Generalsekretär António Guterres zeigte sich entsetzt über die Nachricht, dass mehrere UNRWA-Mitarbeiter in die Terroranschläge in Israel verwickelt sein könnten, und drohte den Betroffenen mit sofortiger Entlassung sowie strafrechtlichen Konsequenzen, sollte die Untersuchung ihre Beteiligung an den Attacken ergeben. Das Außenministerium der Vereinigten Staaten setzte aufgrund der Vorwürfe die Finanzierung der UNRWA aus. US-Außenminister Antony Blinken spielte diese Entscheidung dann aber herunter und sagte: „Wir unterstützen die Arbeit der UNRWA sehr. Wir halten sie für sehr wichtig“. Blinken sprach am 25. Januar 2024 mit Guterres über die Notwendigkeit einer gründlichen und schnellen Überprüfung der Vorwürfe. Auch das deutsche Auswärtige Amt und das Entwicklungsministerium teilten mit, bis zum Ende der Aufklärung werde Deutschland in Abstimmung mit anderen Geberländern temporär keine neuen Mittel für das UNRWA in Gaza bewilligen. In einer Erklärung bat der Leiter des UNRWA Philippe Lazzarini die Länder, die ihre Finanzierung ausgesetzt hatten, ihren Kurs zu ändern und sagte: „Diese Entscheidungen bedrohen unsere laufende humanitäre Arbeit in der gesamten Region, einschließlich und insbesondere im Gazastreifen“.
Dagegen haben andere EU-Länder ihre Beiträge für die UNRWA erhöht: 1 Million Euro im Fall von Portugal, 3,5 Millionen Euro im Fall von Spanien, sowie 20 Millionen Euro im Fall von Irland. Der irische Außenminister Micheál Martin begründete die Aufstockung der Hilfe damit, dass man in Gaza „Zeuge[] einer humanitären Katastrophe“ sei, und bezeichnete die UNRWA als „Rückgrat der humanitären Hilfe“. Im gleichen Atemzuge kritisierte er die Aussetzung der Hilfe seitens anderer Länder auf Grund einer bloßen „Desinformationskampagne“ seitens Israels und wies darauf hin, dass „der Internationale Gerichtshof Israel verpflichtet hat, die dringend benötigte Grundversorgung und humanitäre Hilfe zu ermöglichen, um die schlechten Lebensbedingungen der Palästinenser im Gazastreifen zu verbessern“.
Laut einem Bericht des Wall Street Journals vom 29. Januar 2024 sind nach einem Dossier des israelischen Geheimdienstes rund 10 % aller UNRWA-Mitarbeiter in Gaza an militärischen oder politischen Strukturen der Hamas oder anderer Terrororganisationen beteiligt, und etwa 49 % aller UNRWA-Angestellten haben danach nahe Familienmitglieder, die enge Kontakte zu Terrororganisationen hatten.
Am 4. Februar 2024 veröffentlichte die Financial Times Auszüge eines Interviews mit dem Leiter der UNRWA, Philippe Lazzarini, worin er Forderungen nach seinem Rücktritt zurückwies und kritisierte, dass die UNRWA bislang noch keine Beweise für die Anschuldigungen gegen die 12 palästinensischen Mitarbeiter erhalten habe.
Zehn der zwölf aktiv beteiligten UNRWA-Mitarbeiter wurden entlassen, die anderen beiden waren schon gestorben.
Nach einem Bericht von CNN erklärte Israel, 12 % der 13.000 UNRWA-Mitarbeiter seien Mitglieder von Hamas oder »anderen militanten Gruppen«. CNN konnte die Vorwürfe weder bestätigen noch widerlegen.
Am 4. März 2024 weitete die israelische Regierung ihre Kritik an der UNRWA aus und behauptete, 450 ihrer Mitarbeiter seien Mitglieder militanter Gruppen im Gazastreifen. Allerdings legte Israel auch für diese Vorwürfe weder Beweise noch die Namen der beschuldigten UNRWA-Mitarbeiter vor. Der UNRWA-Leiter Lazzarini betonte in einer Pressekonferenz, dass die UNRWA Israel jedes Jahr eine Liste ihrer Mitarbeiter vorgelegt hatte und von Israel »niemals auch nur die geringsten Bedenken gegen die Mitarbeiter« geäußert wurden. Ein israelischer Armeesprecher veröffentlichte eine Aufnahme eines abgehörten Telefongespräches, die belegen sollen, dass ein bei der UNRWA angestellter Lehrer eine weibliche Geisel bei sich gefangen halte.
Anfang März 2024 forderte Australiens UN-Botschafter die israelische Regierung auf, alle verfügbaren Belege für die Vorwürfe zur Verfügung zu stellen („provide all available evidence“) und mit den UN-Ermittlern vollumfänglich zu kooperieren („cooperate fully with UN investigators“).
Im März 2024 zahlte Deutschland dem UNRWA 45 Millionen Euro für „regionale Arbeit“ in Jordanien, Libanon, Syrien und im Westjordanland.
Im April 2024 erschien der Untersuchungsbericht einer unabhängigen Kommission unter der Leitung von Catherine Colonna über die Vorwürfe der israelischen Regierung. Der Bericht kam zu dem Schluss, dass Israel zwar „öffentlich behauptete, dass eine beträchtliche Anzahl von UNRWA-Mitarbeitern Mitglieder von terroristischen Organisationen sind“, jedoch nach wie vor keine Beweise für diese Behauptungen vorgelegt hat. In dem Bericht steht auch, dass die UNRWA Israel regelmäßig Listen seiner Mitarbeiter zur Überprüfung vorgelegt hatte und die israelische Regierung der UNRWA seit 2011 keine Bedenken über UNRWA-Mitarbeiter auf Grundlage dieser Listen mitgeteilt habe. Die Kommission kritisierte jedoch, dass es aufgrund der Mitarbeitergröße (32.000) und weil die meisten Mitarbeiter vor Ort rekrutiert würden und auch UNRWA-Leistungen erhielten, Schwächen bei der Wahrung der Neutralität der Organisation im Gazastreifen gebe. Die Kommission schränkte andererseits aber gleichzeitig ein, das das UNRWA wie ähnliche Uno- oder Hilfsorganisationen einen „ausgeprägteren Ansatz“ zur Neutralität verfolge.
Nach Schweden, Australien, Kanada und Japan nahm Ende April 2024 auch Deutschland die Zusammenarbeit mit der UNRWA wieder auf. Der Schweizer Bundesrat hat an seiner Sitzung vom 24. April 2024 dagegen beschlossen, über die Auszahlung des Schweizer Beitrags an die UNRWA erst zu einem späteren Zeitpunkt zu entscheiden, der Bundesrat will diesbezüglich noch einen weiteren angekündigten Untersuchungsbericht abwarten.
Im Mai wurden in den Tunneln unterhalb von Gebäuden der UNRWA die Leichen mehrerer Geiseln der Hamas, darunter die Deutsch-Israelin Shani Louk, gefunden.
Am 11. Juli 2024 veröffentlichte die Israelische Botschaft in Deutschland eine Pressemitteilung mit dem Titel
"Pressemitteilung: Hunderte UNRWA-Mitarbeiter als Terroristen identifiziert" und dem Untertitel "Israel hat 100 UNRWA-Mitarbeiter identifiziert, die gleichzeitig in der Hamas aktiv sind."
Im August 2024 entließ die UNO neun Mitarbeiter der UNRWA wegen einer möglichen Verwicklung in den Terrorangriff der Hamas auf Israel 2023.
Im Oktober 2024 verbot die Knesset, das israelische Parlament, durch die Verabschiedung mehrerer Gesetze mit großer Mehrheit der UNRWA die Tätigkeit auf israelischem Staatsgebiet ab 2025. Der UN-Sicherheitsrat forderte in einer einstimmigen Stellungnahme, das Arbeitsverbot für UNRWA rückgängig zu machen, und warnte vor schwerwiegenden humanitären Folgen für Millionen palästinensischer Flüchtlinge.
Nach ihrer Freilassung im Januar 2025 berichtete die am 7. Oktober 2023 entführte Geisel Emily Damari, sie sei in einer UNRWA-Einrichtung gefangen gehalten worden. Obwohl sie bei dem Terrorangriff an der Hand und am Bein schwer verwundet worden war, verweigerte man ihr medizinische Hilfeleistungen. Damari verlor zwei Finger bei dem Angriff.

### Vorwurf der Folter von UNRWA-Mitarbeitern durch Israel
Laut einem Bericht der UNRWA vom Februar 2024 haben israelische Beamte UN-Mitarbeiter festgenommen und gefoltert, um sie zu zwingen, fälschlicherweise zu behaupten, dass Mitarbeiter der Agentur an dem Angriff vom 7. Oktober beteiligt waren. Die Foltervorwürfe stammten von Mitarbeitern, die angaben, unter Folter und Misshandlung Geständnisse abgelegt zu haben, darunter „Schläge, Schlafentzug, sexueller Missbrauch und Drohungen mit sexueller Gewalt gegen Männer und Frauen“ in israelischer Haft. Gefangene berichteten, dass sie bis auf ihre Unterwäsche entkleidet und vollständig nackt gezwungen wurden.
Im März 2024 berichtete die UNRWA von „unzähligen“ dokumentierten Fällen von Folter in israelischen Gefängnissen, darunter Schläge und sexuelle Übergriffe. Die UN erklärten, dass Israel ihre Mitarbeiter gefoltert habe, um erzwungene Geständnisse zu erhalten. In einem Bericht vom April 2024 erklärte die UNRWA: „Männliche Opfer berichteten von Schlägen an ihre Genitalien, während ein Gefangener angab, gezwungen worden zu sein, auf eine elektrische Sonde zu sitzen.“
In einer Erklärung sagte der Kommunikationsdirektor der UNRWA: „Wenn der Krieg zu Ende ist, müssen eine Reihe von Untersuchungen eingeleitet werden, um alle Verstöße gegen die Menschenrechte zu untersuchen.“ Die Israelischen Verteidigungsstreitkräfte erklärten, sie untersuchten „Beschwerden über unangemessenes Verhalten“.
Als Reaktion auf den Bericht verurteilte die Weltorganisation gegen Folter Israel und erklärte: „Sowohl Folter als auch die Verwendung solcher Informationen verstoßen gegen die UN-Konvention gegen Folter“.